# Richard Wenk (General)
Richard Wenk (* 16. August 1881 in Euerdorf; † 17. Oktober 1962 in München) war ein deutscher Generalleutnant der Wehrmacht im Zweiten Weltkrieg.

## Leben
Richard Wenk war ein Sohn der Oberamtsrichters Wilhelm Wenk († 1901). Nach dem Abitur am Humanistischen Gymnasium in Aschaffenburg trat er am 15. Juli 1899 als Fahnenjunker in das 5. Infanterie-Regiment „Großherzog Ernst Ludwig von Hessen“ der Bayerischen Armee in Bamberg ein und avancierte bis Anfang März 1901 zum Leutnant. Am 15. Januar 1909 erfolgte seine Ernennung zum Regimentsadjutanten und in dieser Eigenschaft erhielt er die Erlaubnis zur Annahme der Ritterkreuze II. Klasse des Verdienstordens Philipps des Großmütigen und des Herzoglich Sachsen-Ernestinischen Hausordens.
Nachdem Wenk am 23. Oktober 1910 zum Oberleutnant aufgestiegen war, absolvierte er zur weiteren Ausbildung ab Oktober 1911 die Kriegsakademie in München, die ihm die Qualifikation für den Generalstab und das Lehrfach aussprach. Nach Beendigung seiner Studien kehrte er in den Truppendienst zu seinem Stammregiment zurück und trat mit Ausbruch des Ersten Weltkriegs als Adjutant zur 1. Landwehr-Infanterie-Brigade. In dieser Stellung nahm Wenk an den Kämpfen in Lothringen und Frankreich teil und avancierte am 3. November 1914 zum Hauptmann. Im weiteren Kriegsverlauf hatte er in Folge Verwendungen als Generalstabsoffizier bei der 5. Reserve-Division, beim II. Armee-Korps sowie bei der 11. und 10. Infanterie-Division. 1918 diente er als Kommandeur des II. Bataillons im 14. Infanterie-Regiment „Hartmann“, bevor er eine Tätigkeit als Erster Generalstabsoffizier der 5. Infanterie-Division übernahm. Für sein Wirken erhielt Wenk den Militärverdienstorden IV. Klasse mit Schwertern und Krone, beide Klassen des Eisernen Kreuzes und das Ritterkreuz des Königlichen Hausordens von Hohenzollern mit Schwertern. Die verbündeten Österreicher würdigten ihn mit dem Militärverdienstkreuz III. Klasse mit Kriegsdekoration.
Nach Kriegsende wurde Wenk als Generalstabsoffizier bei der Reichswehr-Brigade 23 in die Vorläufige Reichswehr übernommen und am 26. September 1919 zum Major befördert. 1923 war er in der Heeresorganisationsabteilung im Reichswehrministerium. Am 1. April 1924 wurde er Oberstleutnant und war im gleichen Jahr Kommandeur der 13. (MW)-Kompanie im 19. (Bayerisches) Infanterie-Regiments in München. Ab 1. April 1928 war er im Regimentstab tätig. Nachdem er am 1. Februar 1929 zum Oberst befördert worden war, wurde er Ende September des gleichen Jahres aus der Armee verabschiedet.
Später wurde er in der Reichswehr reaktiviert und war vom 1. Oktober 1933 bis 30. September 1936 Kommandeur des Wehrbezirkskommandos München. Mit Beginn des Zweiten Weltkriegs erfolgte am 1. September 1939 seine Ernennung zum Kommandeur des neu aufgestellten Infanterie-Regiments 315, welches der 167. Infanterie-Division unterstellt war. Als Generalmajor z. V. (Beförderung am 1. August 1942) war er vom 25. September 1942 bis 1. April 1944 Kommandeur der Division Nr. 461. Mit der Kommandoübernahme wurde die Division zu einer Ersatz-Division und trat an die Stelle der Division Nr. 151. In dieser Position genehmigte er Anfang Oktober 1942 Robert Dorsay nach Abschluss seiner Grundausbildung einen dreimonatigen Arbeitsurlaub. Im März 1943 wurde Dorsay, immer noch Angehöriger der von Wenk befehligten Division, nach Erzählen eines politischen Witzes denunziert, verhaftet, am 8. Oktober 1943 wegen Wehrkraftzersetzung zum Tod verurteilt und in Plötzensee hingerichtet. Nachdem am 30. April 1944 seine mobile Verwendung aufgehoben war, wurde Wenk am 1. Juni 1944 noch zum Generalleutnant z. V. befördert.
Ab 1957 bis zu seinem Tod 1962 lebte er in der Ainmillerstraße in München.